# Coolumbooka River
Der Coolumbooka River ist ein Fluss im Südosten des australischen Bundesstaates New South Wales.
Er entspringt bei Cathcart westlich des South-East-Forest-Nationalparks und fließt nach Westen an der Nordgrenze der Coolumbooka Nature Reserve, eines bundesstaatlichen Naturschutzgebietes, entlang. Nördlich von Bombala mündet er in den Bombala River.